# Süderheistedt
Süderheistedt est une commune allemande du Schleswig-Holstein, située dans l'arrondissement de Dithmarse (Kreis Dithmarschen), à six kilomètres au nord-est de la ville de Heide. Süderheistedt est l'une des 34 communes de l'Amt Kirchspielslandgemeinden Eider dont le siège est à Hennstedt.

## Histoire
Le 1er janvier 2009 la commune de Hägen (49 habitants, 2,86 km²) est rattachée à Süderheistedt. Le territoire de Hägen forme une exclave séparée du village de Süderheistedt par le territoire de la commune de Norderheistedt.